# 대한민국 민법 제1072조
대한민국 민법 제1072조는 유언 증인의 결격사유에 대한 민법 상속법 조문이다.

## 조문
제1072조 (증인의 결격사유) ① 다음 각 호의 어느 하나에 해당하는 사람은 유언에 참여하는 증인이 되지 못한다.
1. 미성년자
2. 피성년후견인과 피한정후견인
3. 유언으로 이익을 받을 사람, 그의 배우자와 직계혈족

② 공정증서에 의한 유언에는 「공증인법」에 따른 결격자는 증인이 되지 못한다.

## 비교 조문
일본민법 제974조 (증인 및 입회인의 결격사유) 다음에 기재된 자는 유언의 증인 또는 입회인이 되지 못한다.
1. 미성년자
2. 추정상속인, 수유자(受遺者), 이들의 배우자와 직계혈족
3. 공증인의 배우자, 4촌 이내의 친족, 서기 및 사용인(使用人)

## 판례
- 민법 제1072조는 제1항에서 일반적으로 유언에 참여하는 증인이 될 수 없는 자를 열거하는 외에, 제2항에서 공정증서에 의한 유언의 경우에는 공증인법에 의한 참여인 결격자는 증인이 되지 못한다고 따로이 규정하고 있는바, 한편 공증인법 제33조 제3항은 본문에서 공증시 참여인이 될 수 없는 자의 하나로 공증촉탁인의 친족을 들면서도 단서에서 ‘공증촉탁인이 공증에 참여시킬 것을 청구한 경우’에는 예외적으로 같은 법 제33조 제3항 본문 규정의 적용이 배제됨을 규정하고 있어, 결국 공증참여자가 유언자와 친족의 관계에 있다 하더라도 유언자의 청구에 의할 경우에는 공증인법에 의한 공증참여인 결격자가 아니라고 보아야 할 것이다.[1]
- 민법 제1065조 내지 제1070조가 유언의 방식을 엄격하게 규정한 것은 유언자의 진의를 명확 히 하고 그로 인한 법적 분쟁과 혼란을 예방하기 위한 것이므로, 법정된 요건과 방식에 어긋난 유언은 그것이 유언자의 진정한 의사에 합치하더라도 무효라고 하지 않을 수 없다[2]
- 「민법 제1072조 제2항은 공증인법에 따른 결격자를 공정증서에 의한 유언에서 증인이 되지 못하는 것으로 정하고 있고, 공증인법은 제33조 제3항은 각 호에서 참여인 결격자를 정하면서 그 단서에 같은 법 제29조 제2항에 따라 '촉탁인이 참여인의 참여 를 청구한 경우' 에는 예외적으로 참여인으로서의 자격이 있는 것으로 정하고 있는데, 이는 공정증서에 의한 유언의 경우, 그 증인결격자를 보다 넓게 정하면서도 공증인법 에 의한 증인결격자에 대하여는 촉탁인의 청구가 있는 경우를 그 예외로 인정하는 것으로 해석된다.[3]
- H, I는 망인의 피용자라 할지라도 위 공증인법의 예외규정에 의해 공증인법에 의한 공증참여인 결격자에 해 당하지 않아 결국 민법 제1072조 제2항에 의한 증인결격자에 해당하지 않는다.」[4]
- 1992년 대법원 판결이나 2014년 대법원 결정에 따르면 촉탁인이 참여시킬 것을 청구한 증인이라도 공증인법 제33조 제3항에 열거된 결격사유만 해소되는 것일 뿐이고, 증인은 민법 제1072조 제1항의 결격사유에 해당하면 안 되므로 서로 공증인법 제33조 제3항에 열거된 사유와 민법 제1072조 제2항이 서로 겹치는 경우에는 민법 제1072조 제1항에 따라 증인이 되지 못한다.[5]

## 참고문헌
1. ↑  대법원 1992. 3. 10. 선고 91다45509 판결 [소유권이전등기말소] [공1992.5.1.(919),1295]
2. ↑  대법원 2004다35533 유언무효확인
3. ↑  대전고등법원 청주제1민사부 2015. 6. 2. 선고 (청주)2014나21350 유언무효확인
4. ↑  서울고등법원 제10민사부 2016. 9. 2. 선고 2015나2068735 주식인도 등 청구의 소
5. ↑  남상우. "민법 제1072조 제2항의 ‘공증인법에 따른 결격자’의 의미." 가족법연구 31.3 (2017): 69-102.